# 芒果崇拜

芒果崇拜的宣传标语

芒果崇拜，是指中国文化大革命时期，芒果在中国大陆被当作圣物崇拜的现象。1968年8月5日，中国共产党主席毛泽东将来访的巴基斯坦外交部长赠送的一篮芒果转送给了进驻清华大学的工宣队，此后芒果被视作领袖神祇般爱意的象征，引发狂热崇拜。那些芒果非但没被吃掉，而是经过防腐处理保存下来，成为崇拜对象，有人甚至制作了蜡制和塑料的芒果仿制品，并供奉起来。毛泽东赠送工人芒果的行为以及芒果崇拜的出现，也標誌着文化大革命出現转折，即工人阶级开始领导文化大革命。

## 历史

### 背景
1966年5月，毛泽东等人在中国大陆发动了文化大革命。全国范围内的夺权运动自1967年1月的“一月风暴”起至1968年9月基本结束，全国29个省、市、自治区都先后建立起“革命委员会”以取代原有的党政机关。为了结束各地随夺权运动而起的武斗并建立新秩序，1968年7月底，毛泽东开始派遣工宣队等“毛泽东思想宣传队”进入北京各高校及各单位，红卫兵造反运动逐渐被压制。其中，约3万名工人进驻此前由红卫兵控制的清华大学。有学者指，虽然进驻清华的工宣队有一定的工人成分，但是其领导或主要成员却是来自毛泽东身边的中共中央警卫部队干部。

### 经过

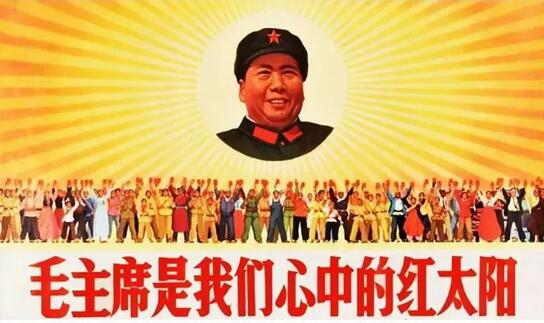
文化大革命时期的宣传海报

1966年3月，时任中国国家主席刘少奇和夫人在巴基斯坦外交部长布托和夫人的陪同下，30日中午乘专机从拉合尔到卡拉奇，在离开拉合尔以前，刘少奇主席在他们居住的西巴基斯坦省督府的花园内种了一棵芒果树。1968年8月，巴基斯坦外交部长埃爾沙德·海珊访问北京，并送给了时任中国最高领导人毛泽东一篮信德省產的芒果，约40个。8月5日，毛泽东将这篮芒果送给了进驻清华大学的工宣队，以表示支持。毛泽东的这一举动，使得芒果被视为领袖神祇般爱意的象征，引发狂热崇拜。根据不同学者研究，以及毛泽东私人保健医生李志绥的《回忆录》等文献记载：
工厂工人举行了一个盛大的欢迎芒果仪式，唱颂着毛语录的警句，然后把芒果用蜡封起来保存，以便传给后世子孙。芒果被供奉在大厅的坛上，工人们排队一一前往鞠躬致敬。可惜工人阶级的知识有限，没有人知道该在蜡封前将芒果消毒，所以没几天后芒果就开始腐烂。革委会将蜡弄掉，剥皮，然后用一大锅水煮芒果肉，再举行一个仪式，工人们排成一队，每人都喝了一口芒果煮过的水。
李志绥还在其回忆录中提道：“我跟毛说了芒果的趣事，他大笑。他觉得膜拜芒果无伤大雅，这故事也很有趣。” 有学者认为，当时“芒果不仅仅是毛主席给的礼物，芒果就成了毛主席。” 譬如，1968年8月10日，《人民日报》刊登文章《金色的芒果》，写道：
见到那金色的芒果啊，
就好象见到了伟大领袖毛主席；
站在那金色的芒果面前啊，

就好象站在毛主席身旁。
此后，中央和一些工厂制作了蜡制和塑料的芒果仿制品、分发各地，全国各省市都掀起了喜收礼物的庆典热潮，大街小巷的人群敲锣打鼓、载歌载舞，捧着芒果的复制品四处游行。工人们向摆放在神坛上的芒果鞠躬致敬。芒果成为被崇拜的对象和被膜拜的圣物。一时间，芒果狂热席卷全国，芒果的图像出现在海报、瓷器和纺织品上，还出现了芒果搪瓷杯、芒果被面、芒果口味的烟等等。值得注意的是，芒果属热带水果，在中国除闽粤少有地方可以种植，1960年代很多人都没有见过，尤其当时中国北方几乎没有人知道芒果是什么。
与此同时，四川汉源县富林镇的一位牙医韩光第，因评论毛泽东送给工宣队的芒果“像一条红薯没什么看头”而被逮捕，长期关押之后，于1969年左右被以“现行反革命”罪判处死刑，在富林镇郊区被枪杀，被枪杀前还在镇上被“游街示众”。

### 消退
一年多后，芒果崇拜的热潮逐渐冷却，芒果变得不再神圣。停电时人们甚至开始将丢弃的蜡制假芒果当作蜡烛使用。
1974年，时任菲律宾第一夫人伊梅尔达·马科斯访问中国时带着一箱芒果（菲律宾国宝级水果）作为赠品，毛泽东夫人江青曾试图再次掀起芒果崇拜热，并效仿毛泽东再次将芒果赠与工人。此后，江青曾指示拍摄名为《芒果之歌》的故事片，但影片还没完成，毛泽东就于1976年9月离世。1976年10月，四人帮被粉碎，文化大革命结束。